# Druga Liga 1951
La Druga savezna liga FNRJ 1951, conosciuta semplicemente come Druga liga 1951, fu la 5ª edizione della seconda divisione del campionato jugoslavo di calcio, la 4ª consecutiva a girone unico (ma dalla prossima si torna alle Leghe Repubblicane, cioè a vari gironi su base "repubblicana"), la seconda a disputarsi lungo l'anno solare.

## Partecipanti
Sono ammesse alla Druga Liga 1951 le seguenti squadre:
- 1 retrocessa dalla Prva Liga 1950:
 Budućnost
- 5 hanno mantenuto la categoria:
 Odred, Proleter Osijek, Kvarner, Metalac Zagabria e Vardar
- 4 promosse dalla Treća Liga 1950 (Terza Lega, nel 1950 era a girone unico):
 Radnički Belgrado (1°), Velež Mostar (2°), Dinamo Pančevo (3°) e NK Zagabria (4°)
- altre 6 provenienti da "play-off" fra:
 le altre squadre di Treća Liga, le ultime due di Druga liga, e le 6 vincitrici dei campionati repubblicani (4º livello nazionale nel 1950)

```
SLOVENIA:
 
Rudar Trbovlje (11º in 
Treća Liga
) e Korotan Kranj (campione Slovenia)

Rudar Trbovlje
 - Korotan Kranj  3-1 3-4
```

```
CROAZIA:
 
Šibenik (5º in 
Treća Liga
) e Tekstilac Varaždin (campione Croazia)

Tekstilac Varaždin
 - Šibenik   3-1 0-0
```

```
BOSNIA ERZEGOVINA:
 
Željezničar (10º in 
Druga Liga
), Borac Banja Luka (8º in 
Treća Liga
) e Bosna Sarajevo (campione Bosnia)

triangolare: 
Željezničar
 8 punti, Borac 4, Bosna 2
```

```
SERBIA:
 
Proleter Zrenjanin (7º in 
Treća Liga
) e Radnički Obrenovac (campione Serbia)

Proleter Zrenjanin
 - Radnički Obrenovac  4-0 0-1
```

```
MONTENEGRO:
 
Sutjeska Nikšić (10º in 
Treća Liga
) e Bokelj Kotor (campione Montenegro)

Sutjeska Nikšić - 
Bokelj Kotor
  2-0 0-3
```

```
MACEDONIA:
 
11 Oktomvri K. (11º in 
Druga Liga
), Milicionar S. (6º in 
Treća Liga
), Rabotnički S. (9º in 
Treća Liga
), Radnički B. (campione Macedonia)

Rabotnički Skopje
 - 11 Oktomvri Kumanovo  ?-?  1-2 
(finale; Milicionar Skopje e Radnički Bitola eliminati in semifinale)
```

```
Rudar Trbovlje
, 
Tekstilac Varaždin
, 
Željezničar
, 
Proleter Zrenjanin
, 
Rabotnički Skopje
 e 
Bokelj Kotor
 ammesse in Druga Liga 1951
```

### Profili
| Squadra            | Città     | Stadio                       | Stagione 1950 | Stagione 1950   |
| Squadra            | Città     | Stadio                       | Pos.          | Divisione       |
| ------------------ | --------- | ---------------------------- | ------------- | --------------- |
| Budućnost          | Titograd  | Stadion Pod Goricom          | 10º           | Prva liga       |
| Odred              | Lubiana   | Bežigrad stadion             | 5º            | Druga liga      |
| Proleter Osijek    | Osijek    | Igralištu Kraj Drave         | 6º            | Druga liga      |
| Kvarner            | Fiume     | Stadio Cantrida              | 7º            | Druga liga      |
| Metalac Zagabria   | Zagabria  | ?                            | 8º            | Druga liga      |
| Vardar             | Skopje    | Gradski stadion              | 9º            | Druga liga      |
| Željezničar        | Sarajevo  | Stadion 6. April             | 10º           | Druga liga      |
| Radnički Belgrado  | Belgrado  | Stadion FK Železničar        | 1º            | Treća liga      |
| Velež Mostar       | Mostar    | Stadion pod Bijelim Brijegom | 2º            | Treća liga      |
| Dinamo Pančevo     | Pančevo   | Gradski stadion              | 3º            | Treća liga      |
| NK Zagabria        | Zagabria  | Stadion Zagreba              | 4º            | Treća liga      |
| Proleter Zrenjanin | Zrenjanin | Stadion Karađorđev park      | 7º            | Treća liga      |
| Rabotnički         | Skopje    | Gradski stadion              | 9º            | Treća liga      |
| Rudar Trbovlje     | Trbovlje  | Stadion Rudara               | 11º           | Treća liga      |
| Tekstilac Varaždin | Varaždin  | Gradski stadion              | 1º            | Hrvatska liga   |
| Bokelj             | Cattaro   | Stadion pod Vrmcem           | 1º            | Crnogorska liga |

### Provenienza
| Slovenia                 | Croazia                                                                           | Bosnia Erzegovina            | Serbia                                | Serbia              | Serbia    | Montenegro           | Macedonia             |
| Slovenia                 | Croazia                                                                           | Bosnia Erzegovina            | Voivodina                             | Serbia Centrale     | Kosovo    | Montenegro           | Macedonia             |
| ------------------------ | --------------------------------------------------------------------------------- | ---------------------------- | ------------------------------------- | ------------------- | --------- | -------------------- | --------------------- |
| - Odred - Rudar Trbovlje | - Kvarner - Metalac Zagabria - Proleter Osijek - Tekstilac Varaždin - NK Zagabria | - Velež Mostar - Željezničar | - Dinamo Pančevo - Proleter Zrenjanin | - Radnički Belgrado | - nessuna | - Bokelj - Budućnost | - Rabotnički - Vardar |

## Classifica
|                  | Pos. | Squadra            | Pt | G  | V  | N | P  | GF | GS  | QR    |
| ---------------- | ---- | ------------------ | -- | -- | -- | - | -- | -- | --- | ----- |
|                  | 1.   | Vardar             | 42 | 30 | 19 | 4 | 7  | 64 | 24  | 2,666 |
|                  | 2.   | Rabotnički         | 41 | 30 | 17 | 7 | 6  | 70 | 36  | 1,944 |
|                  | 3.   | Budućnost          | 40 | 30 | 18 | 4 | 8  | 58 | 30  | 1,933 |
|                  | 4.   | Velež Mostar       | 37 | 30 | 15 | 7 | 8  | 60 | 38  | 1,578 |
|                  | 5.   | Radnički Belgrado  | 36 | 30 | 14 | 8 | 8  | 69 | 45  | 1,533 |
|                  | 6.   | Metalac Zagabria   | 34 | 30 | 13 | 8 | 9  | 45 | 32  | 1,406 |
|                  | 7.   | Proleter Osijek    | 34 | 30 | 15 | 4 | 11 | 60 | 53  | 1,132 |
|                  | 8.   | Odred              | 33 | 30 | 15 | 3 | 12 | 62 | 38  | 1,631 |
|                  | 9.   | Dinamo Pančevo     | 32 | 30 | 14 | 4 | 12 | 60 | 57  | 1,052 |
|                  | 10.  | Kvarner            | 30 | 30 | 13 | 4 | 13 | 68 | 57  | 1,192 |
|                  | 11.  | Željezničar        | 29 | 30 | 11 | 7 | 12 | 43 | 47  | 0,914 |
|                  | 12.  | Proleter Zrenjanin | 26 | 30 | 10 | 6 | 14 | 42 | 50  | 0,840 |
|                  | 13.  | NK Zagabria        | 26 | 30 | 10 | 6 | 14 | 35 | 45  | 0,777 |
|                  | 14.  | Rudar Trbovlje     | 15 | 30 | 6  | 3 | 21 | 35 | 92  | 0,380 |
|                  | 15.  | Tekstilac Varaždin | 13 | 30 | 4  | 5 | 21 | 38 | 74  | 0,513 |
|                  | 16.  | Bokelj             | 12 | 30 | 3  | 6 | 21 | 26 | 117 | 0,222 |
| Fonte: HRnogomet |      |                    |    |    |    |   |    |    |     |       |

Legenda:

      Promossa in Prva Liga 1952.

  Partecipa agli spareggi promozione/retrocessione.

      Retrocessa in terza divisione jugoslava 1952.

      Esclusa dal campionato.
Note:

Due punti a vittoria, uno a pareggio, zero a sconfitta.
In caso di arrivo di due o più squadre a pari punti, la graduatoria viene stilata secondo il quoziente reti tra le squadre interessate.

## Classifica marcatori
| Reti                                                                    | Marcatore         | Squadra        |
| ----------------------------------------------------------------------- | ----------------- | -------------- |
| 21                                                                      | Kristo Hristovski | Rabotnički     |
| 19                                                                      | Stojan Osojnjak   | Kvarner        |
| 19                                                                      | Rebac             | Velež Mostar   |
| 18                                                                      | Opresnik          | Rudar Trbovlje |
| 17                                                                      | Kumar             | Odred          |
| 17                                                                      | Đorđe Cincijevski | Vardar         |
| 17                                                                      | Zelenika          | Velež Mostar   |
| Fonte: sportnet.rtl.hr Archiviato il 12 marzo 2021 in Internet Archive. |                   |                |

## Spareggi
Era previsto che le ultime 6 classificate e le 6 vincitrici dei campionati repubblicani disputassero degli spareggi (nel dicembre 1951) da cui sarebbero emerse le due società ammesse alla Druga Liga 1952 (ci sarebbe stata una riduzione da 16 a 12 squadre):
- ultime 6 classificate Druga Liga 1951
- Željezničar (11º)
- Proleter Zrenjanin (12º)
- NK Zagabria (13º)
- Rudar Trbovlje (14º)
- Tekstilac Varaždin (15º)
- Bokelj (16º)

- campioni repubblicani 1951
- Korotan Kranj (campione Slovenia)
- Sebenico (campione Croazia)
- Borac Banja Luka (campione Bosnia)
- Sloga Rankovićevo (campione Serbia)
- Radnički Ivangrad (campione Montenegro)
- Rabotnik Bitola (campione Macedonia)

Dopo una prima fase ad eliminazione diretta, furono disputati due triangolari i cui vincitori furono Rudar Trbovlje e Sloga Rankovićevo. Successivamente la Federazione calcistica della Jugoslavia decise di abolire il girone unico e di ripristinare come 2º livello i campionati repubblicani, quindi la Druga Liga 1952 sarà a 21 gironi "regionali" (quasi come un campionato di Eccellenza italiano attuale). Di conseguenza le retrocessioni di Željezničar, Proleter Zrenjanin, Tekstilac Varaždin e Bokelj vennero annullate.